# Одеський державний екологічний університет
Одеський державний екологічний університет (ОДЕкУ), (до 2001 року — Одеський гідрометеорологічний інститут, ОГМІ) — колишній заклад вищої освіти в Одесі в галузі вищої екологічної та гідрометеорологічної освіти України, базовий виш Міністерства екології та природних ресурсів України.

## Історія

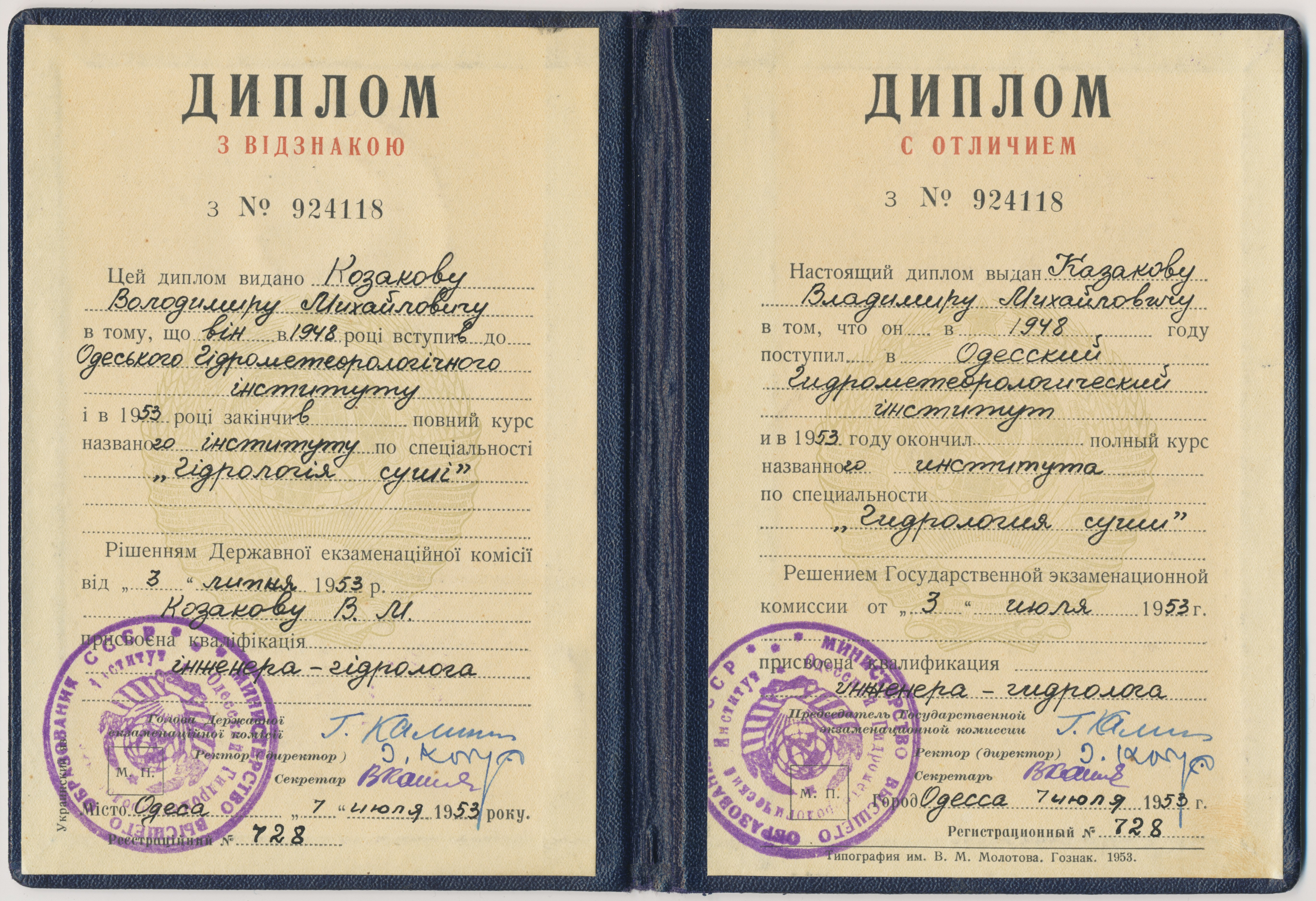
Диплом з відзнакою інженера-гідролога зразка 1953 року Одеського гідрометеорологічного інституту

1 травня 1932 року за рішенням Уряду Української РСР в місті Харків — столиці України на той час — було засновано Харківський інженерний гідрометеорологічний інститут. На початку Другої світової війни інститут було евакуйовано до міста Ашхабад, де він продовжував роботу до серпня 1944 року. За рішенням РНК СРСР від 4 липня 1944 року Харківський інженерний гідрометеорологічний інститут було переведено з Ашхабаду до Одеси та перейменовано в Одеський гідрометеорологічний інститут (ОГМІ).
За більше ніж 80 років своєї історії університет розвивав дві унікальних області підготовки кадрів та наукових досліджень. З одного боку, історично, в ньому розвивався унікальний для України напрям, пов'язаний з підготовкою інженерних кадрів у області гідрометеорології та моніторингу стану довкілля. З другого боку, специфіка гідрометеорологічного напряму підготовки, забезпечила формування міцної кадрової, методичної і наукової основи для створення системи вищої екологічної освіти в університеті.
З 1992 року за постановою Кабінету міністрів України університет веде підготовку кадрових військових гідрометеорологів для Міністерства оборони України.
2001 року Одеський гідрометеорологічний інститут за рішенням Уряду України отримав нову назву — Одеський державний екологічний університет.
В 2024 році Одеський державний екологічний університет було приєднано до Одеського національного університету імені І. І. Мечникова та реорганізовано як Факультет гідрометеорології і екології.

## Випускники
За 67 років свого існування інститут випустив понад 15 тисяч дипломованих фахівців — гідрометеорологів та екологів. Серед його випускників — вчені, дослідники довкілля, керівники гідрометеорологічних підрозділів України та держав СНД, різних держав світу.
- Горб Анатолій Семенович — метеоролог, кліматолог, синоптик, гідролог.
- Ніна Воскресенська — українська дитяча письменниця.
- Світлана Посадкова — російський учений у галузі гідравліки та інженерної гідрології
- Сиротенко Олег Дмитрович — випускник 1962 року, у 2009 році отримав Нобелівську премію миру у складі Міжнародної групи експертів зі змін клімату.
- Н-Діай Аліун — випускник 1977 року, у 2009 році отримав Нобелівську премію миру у складі Міжнародної групи експертів зі змін клімату.
- Хомрова Олена — в 2008 році стала олімпійською чемпіонкою з фехтування.

## Науковці
Наукову та педагогічну роботу ведуть 243 викладачів, більше 2/3 з них мають вчену ступінь доктора та кандидата наук, 7 викладачів ОГМІ — дійсні члени (академіки) різних академій України, Російської Федерації, держав Європи та Сполучених Штатів.
- Ауров Валентин Валентинович — український діяч науки та освіти.
- Лівшиць Михайло Самійлович  — математик.
- Раєвський Олександр Миколайович — український кліматолог.
- Рехлицький Зіновій Йосипович  — математик.
- Кобус Георгій Львович — фізик

Див. також: Категорія:Викладачі Одеського екологічного університету

## Освітній процес
З 1993 року інститут працює за триступеневою системою підготовки спеціалістів (бакалавр, дипломований спеціаліст, магістр). Структура навчального процесу в університеті наближена до міжнародних стандартів. З 2004 року підготовка кадрів відповідає структурі та вимогам стандартів накопичувальної кредитно-трансферної системи організації навчального процесу, в університеті впроваджені ключові елементи Болонської системі. Студенти всіх факультетів денної форми навчання мають можливість пройти додаткову підготовку за програмою «офіцера-запасу».

### Коледжі та технікуми
- Одеський коледж комп'ютерних технологій (колишній Одеський верстатобудівний технікум)
- Харківський гідрометеорологічний технікум
- Херсонський гідрометеорологічний технікум

## Бібліотека
Історія бібліотеки нерозривно пов'язана з історією ОДЕКУ. У 1945 році, коли нашу багатостраждальну державу було звільнено від німецьких окупантів, завдяки невтомній праці співробітників інституту і бібліотеки було покладено основу наукового фонду бібліотеки. А перше книгосховище як і сама бібліотека знаходилися на вулиці Чкалова (нині Велика Арнаутська) в старому приміщенні.
У роки незалежності бібліотека отримала нове приміщення за адресою: вулиця Кірова 106 (нині Базарна). У цьому приміщенні бібліотечний фонд з усіма відділами і співробітниками перебував до 2000 року. У 2000 році відбувся переїзд на нове місце за адресою вулиця Львівська, 15, а бібліотека, змінивши своє місце розташування, знову розпочала свою роботу в звичайному режимі.
У 2007—2008 роках, за сприяння ректора ОДЕКУ Степаненко С. М., першого проректора Сербова М. Г., проректорів університету та в. о. директора бібліотеки Крачковської М.  А., а також за підтримки студентів та співробітників університету весь фонд було перенесено в нове постійне книгосховище.
Бібліотека розташувалася в новому трьохрівневому навчальному корпусі, обладнаному ліфтом і отримала читальний зал на 81 посадкове місце.
Станом на 1 січня 2013 року фонд бібліотеки нараховує понад 226 634 одиниць.
У 2009 році зусиллями проректора, в.о. директора бібліотеки Крачковської М. А. і системних адміністраторів бібліотеки в читальному залі № 2 (УЛК № 2) було обладнано 2 робочих місця з доступом до мережі Internet. Нині в бібліотеці обладнано 6 робочих місць для студентів, з них 2 робочих місця з програмним забезпеченням УФД-Бібліотека для пошуку необхідної літератури. У читальному залі № 2 (УЛК № 2) діє Wi-Fi зона.
У 2010 році було введено в експлуатацію бета-версія сайту бібліотеки, а в грудні 2010 року сайт почав працювати в звичайному режимі. Зараз сервер розташований за новою адресою: www.library-odeku.16mb.com
Бібліотека завжди рада вітати студентів, співробітників університету та всіх бажаючих.
- Сайт бібліотеки ОДЕКУ

Інститут: гідрометеорологічний
Факультети: природоохоронний, еколого-економічний, комп'ютерних наук, магістерської та аспірантської підготовки, заочний факультет та факультеті підвищення кваліфікації та перепідготовки кадрів; факультет довузівської підготовки.
Кількість студентів — понад 4000. Серед них студенти-іноземці, аспіранти та докторанти з понад 35 країн світу.
Підготовка молодших спеціалістів здійснюється в структурних підрозділах ОДЕКУ — Одеському коледжі комп'ютерних технологій, Херсонському та Харківському гідрометеорологічних технікумах
З 1993 року на базі кафедри військової підготовки ОДЕКУ розпочата підготовка кадрових офіцерів-гідрометеорологів для Міністерства оборони України, а також здійснюється підготовка офіцерів запасу.

## Міжнародна співпраця
Одеський державний екологічний університет співпрацює зі спеціалізованим агентством ООН — Всесвітньою метеорологічною організацією в межах програми добровільної співдії ВМО (ПДС ВМО). Програми підготовки фахівців в напрямі підготовки «Гідрометеорологія» відповідають затвердженим міжнародним стандартам і визнаються всіма гідрометеорологічними службами світу. З 1953 року університет випустив близько 2000 інженерів, стажистів-дослідників, кандидатів і докторів наук для більше ніж 80 країн миру.
Університет бере активну участь у європейських освітніх проектах в рамках програми TEMPUS, а також міжнародних наукових проектах. Студенти, аспіранти, науковці та викладачі університету активно беруть участь у міжнародній академічній мобільності. ОДЕКУ має договори про спільну освітню та наукову діяльність майже зі 60 вищими навчальними та науковими закладами всіх континентів.